# Nampu (Karangrayung)
Nampu is een bestuurslaag in het regentschap Grobogan van de provincie Midden-Java, Indonesië. Nampu telt 8496 inwoners (volkstelling 2010).